# Sävar resecentrum
Sävar resecentrum är en planerad järnvägsstation längs med Norrbotniabanans planerade sträckning i Umeå kommun. Tanken är även att hållplatser för busstrafik ska finnas där. Stationen kommer att placeras centralt, och i nära anslutning till E4:an.